# トヨタ・カローラスパシオ
カローラスパシオ（COROLLA SPACiO）は、トヨタ自動車が製造・販売していたミニバン型（初代のみ2列シートのトールワゴン仕様も混在）自動車である。販売チャネルはトヨタカローラ店。

## 初代 E110N型（1997年 - 2001年）
2列シートの4人乗り（2-0-2レイアウト）と、3列シート（2-2-2レイアウト）の6人乗りが設定され、エンジンは4A-FE型1,600cc（FF）と7A-FE型1,800cc（4WD）がラインナップされた。デザインは雲形定規のような曲面主体のもので、他のカローラのバリエーションとは違った風貌であった。内装ではスピードメーターがデジタル式であり、当時のカローラ系では唯一の採用であった。コンセプト企画、エクステリアデザイン、インテリアデザイン、設計製造とも関東自動車工業が行なったモデルである。全車岩手工場製。
- 1997年
  - 1月13日 - カローラのコンパクトサイズ乗用型ミニバンとして登場した。CM出演者は爆笑問題（ただし前期型はナレーションのみの出演）。キャッチコピーは「カタチがきいてる スパイシースパシオ」
  - 7月15日 - 2列シート且つトールワゴン仕様の5人乗り（2-3レイアウト）モデルを追加。
  - 9月 - 特別仕様車「Vパッケージ」を発売。スパシオ2-3グレードの1.6L FF車と1.8L 4WD車をベースに、ボディカラーはダークブルーマイカ、シルバーメタリック、レッドマイカメタリックの3色に加え、特別色ペールイエローオパールを採用。内装は、プライバシーガラス、電動リモコンミラー（格納機能を省く）などを特別装備している。
  - 10月 - 特別仕様車「ホワイトパールスパシオ Gパッケージ」、「ホワイトパールスパシオ Lパッケージ」発売。スパシオGパッケージシリーズ、スパシオLパッケージシリーズの、1.6Lの2WDと1.8Lの4WD車をベースに、ボディカラーは、特別色ホワイトパールトーニングを採用。そのほか、UVカットガラス、カラード電動格納式リモコンドアミラー、専用カラードルーフレール、専用高級フルファブリックシートなどを特別装備している。
- 1998年
  - 4月 - 一部改良。ブラックスポーツパッケージ&ブラックスポーツGパッケージを追加。別置型タコメーター、専用スピードメーター、フロントスポイラー、サイドマッドガードを装着。
  - 10月 - 特別仕様車「スパシオ2-2-2コンセプト バイ ミキハウス」を発売。スパシオ2-2-2グレードの1.6L FF車と1.8L 4WD車をベースに、ボディカラーはスーパーレッドII、スーパーホワイトII、ダークブルーマイカの3色、内装色は専用色アイボリーを採用。内装は、タータンチェック柄基調の専用シート、オートエアコンなどを特別装備している。
- 1999年4月 - デザインを重視したマイナーチェンジが行われた。別置型タコメーターとボディカラー同色のエアロキットを装備したスポーティ仕様のエアロツアラーを追加。
- 2000年5月 - 特別仕様車「ホワイトパールリミテッド」を追加。スパシオ2-3標準グレードの1.6L FF車と1.8L 4WD車をベースに、外板色に専用色スーパーホワイトパールマイカ、内装色は専用色アイボリーを採用した。このほか、内装は、メッキサイドドアハンドル、CD＆カセット＆マルチ電子チューナー付オーディオなどを特別装備。
- 2001年
  - 4月[2] - 生産終了。在庫対応分のみの販売となる。
  - 5月 - 2代目と入れ替わる形で販売終了。
ただし、2代目は後述する3列シートのみのラインナップとなり2列シート車は既存のナディアが代替車種となった（スパシオの車名そのものは2代目として継続）。

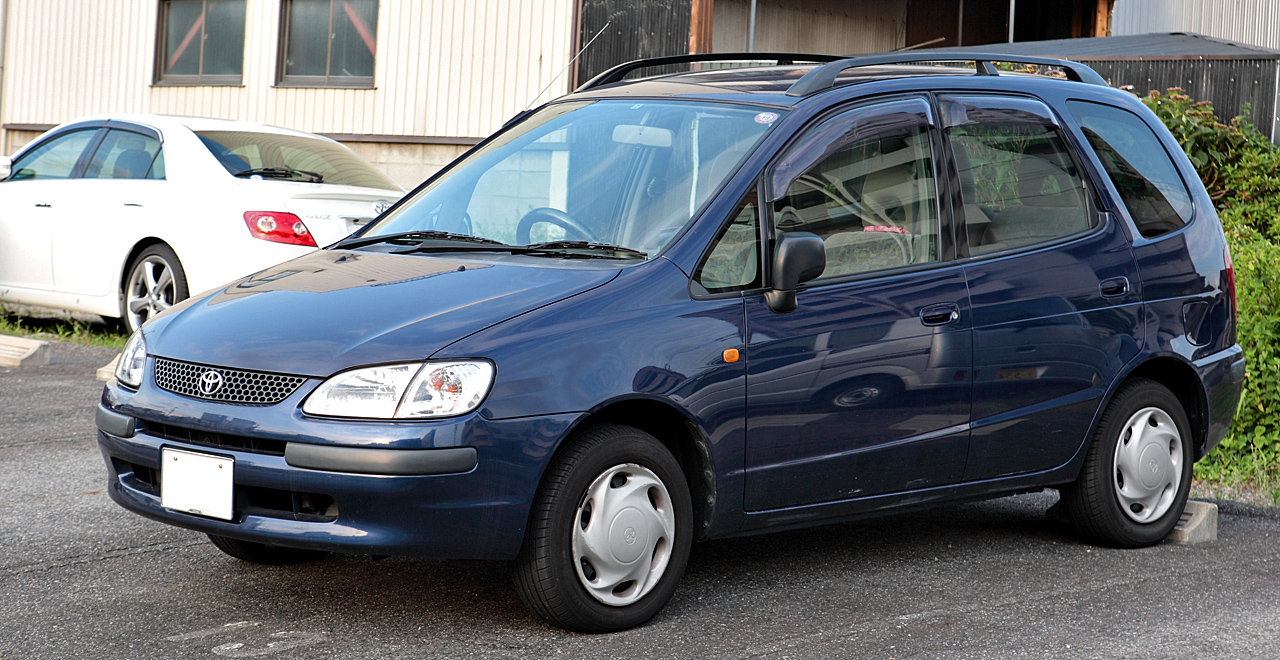
前期型（1997年1月-1999年4月）
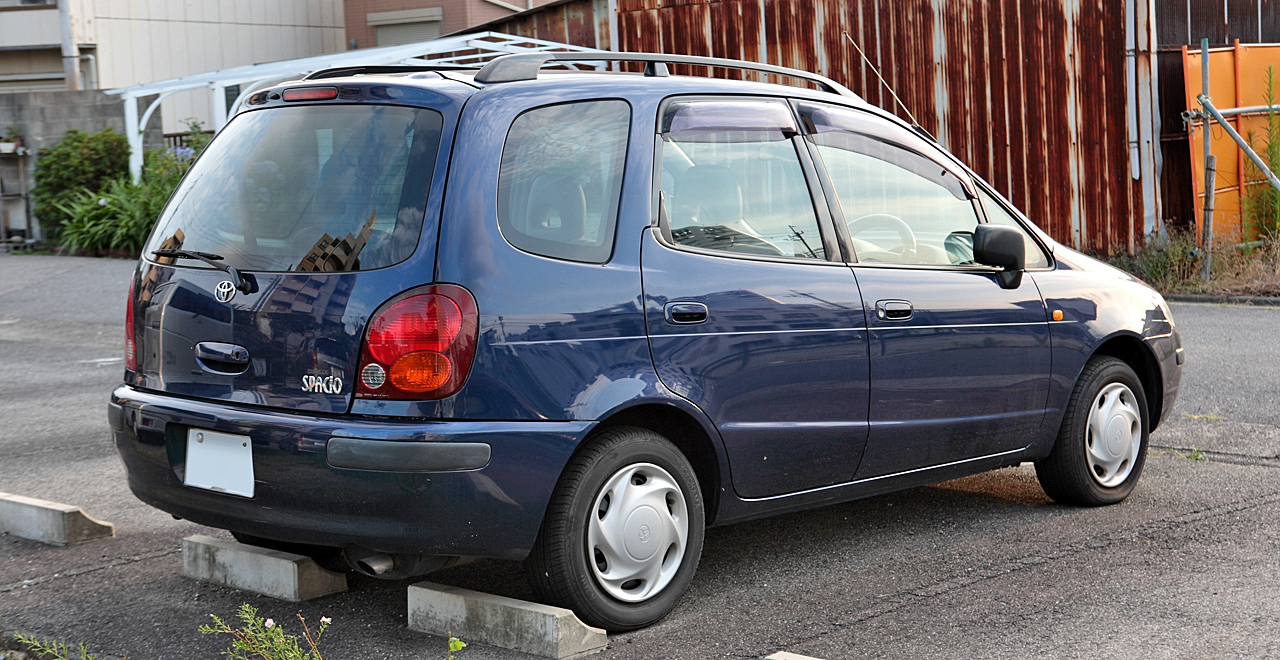
前期型リアビュー

## 2代目 E120N型（2001年 - 2007年）
先代モデルから打って変わり、重量感のあるデザインの3列シートの7人乗りとなった。エンジンのラインナップも1NZ-FE型1,500ccと1ZZ-FE型1,800ccの2種類がラインナップされた。先代では無理矢理に押し込めた感じのある2列目・3列目シートが中途半端となってしまったため、このモデルでは主に5人乗りとし、3列目シートは床下格納式の緊急用のような装備とした。同年7月23日には4WD車（1,800ccのみ）も登場した。
- 2001年
  - 5月21日 - フルモデルチェンジ。キャッチコピーは「広がるって、ドキドキ。」。CM出演者は森高千里。
  - 11月 - 特別仕様車「X-Sリミテッド」を発売。Xグレードの1.5L FF車と1.8L 4WD車をベースに、上級のSエアロツアラー用のスポーツシート、ダーク木目調パネルのほか、リヤスポイラー、プライバシーガラス、オートエアコンなどを特別装備している。
- 2002年
  - 4月 - 特別仕様車「Vリミテッド」を発売。Vグレードの1.5L FF車と1.8L 4WD車をベースに、外板色に専用色シルバーメタリックほか3色、内装色はアイボリーとダークグレーを採用。このほか、カラードサイドプロテクションモール、電動格納式リモコンカラードドアミラー（レインクリアリングミラー）、プライバシーガラス、オートエアコン、木目調パネル、運転席アームレストなど上級グレードのX-Gエディション並みの装備を特別装備。
  - 5月 -「Vリミテッド・ナビスペシャル」を追加設定。ワイドマルチAVステーションII (GPSボイスナビゲーション付)＆4スピーカー（兄弟車であるカローラセダン、カローラフィールダーは6スピーカー）を採用している。
- 2003年4月 - マイナーチェンジ。主な変更点は、2列目シートのアームレスト兼用中央席にヘッドレストが追加され、スチールホイール用樹脂カバーのデザインを変更。ステアリングホイールを全て3本スポークに変更。Xを除く全グレードに黒木目調パネル装備したのに伴い、茶木目調パネルを廃止。フロントグリルもバンパー一体のカラードグリルになった。テールランプ枠内の意匠もLEDランプの採用により大きく変更。エンジンも改良された。また、最廉価グレードのVが廃止され全車にサイドプロテクションモールが標準装備となった。CM出演者は豊川悦司、夏帆。
- 2005年9月8日 - 一部改良。ディスチャージヘッドランプに光軸調整用のオートレベリング機構、ハロゲンヘッドランプにはマニュアルレベリング機構を採用したほか、ボディカラーにホワイトパールクリスタルシャイン（有料色）を追加した。
- 2007年
  - 6月[4] - 同じカローラ店で3列目シートの居住性がスパシオより優れるシエンタと1年6ヶ月後に発売したパッソセッテに譲る格好で生産・販売を終了。スパシオのユーザーは狭い3列目のシートを使うことは少なく、トールワゴンとしての活用が多かったといわれ、スパシオの販売終了から4ヶ月後に3列目シートの無いトールワゴンのカローラルミオンが発売される。

### グレード構成
S-エアロツアラー
最上級グレード。エアロパーツが標準装備される。また、オプティトロンメーター、スポーツシート、ディスチャージヘッドランプ、本革巻きステアリングが標準。
エンジンは1.8ℓのみの設定。タイヤサイズが2WDと4WDで違う。2WDは15インチの設定だが、4ＷＤは14インチの設定。
X-Gエディション
量販グレード。エンジンが1,500ccと1,800ccが選べる（ただし4WDは1,800ccのみ）。Xと比べ、プライバシーガラス、電動格納式ドアミラー、タコメーター、木目調パネル、運転席アームレスト、オートエアコン、CD・カセット一体AM/FMマルチ電子チューナー付ラジオが標準装備。それに加え、後期型では雨滴感知式ワイパー、ディスチャージヘッドランプ、スマートキー、コンライトが標準装備。
X
ベーシックグレード。エンジンが1,500ccと1,800ccが選べる。エアコンがマニュアルの設定。また、モデル末期の特別仕様車を除くカローラセダンのX系グレード同様、タコメーターが非装備となる。また、アルミホイール等のメーカーオプションの選択の幅が上記グレードと比較して少なくなる。
V
最廉価グレードで前期型のみの設定。低価格グレードゆえサイドプロテクションモール、シートバックテーブル等の装備が省かれ、ドアアウトサイドハンドルもブラック（素地）となっている。

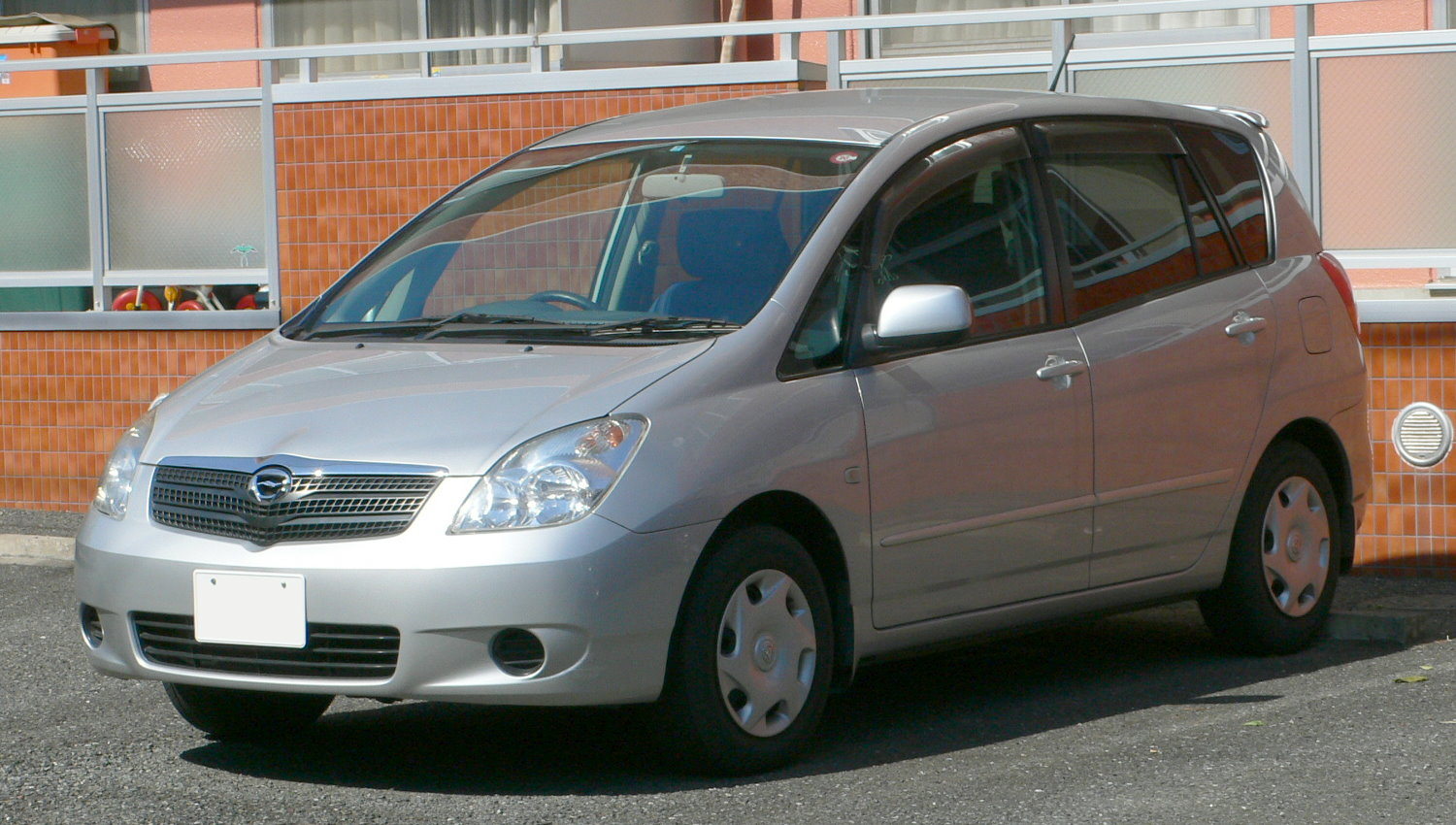
2代目カローラスパシオ（前期型：2001年5月 - 2003年4月）
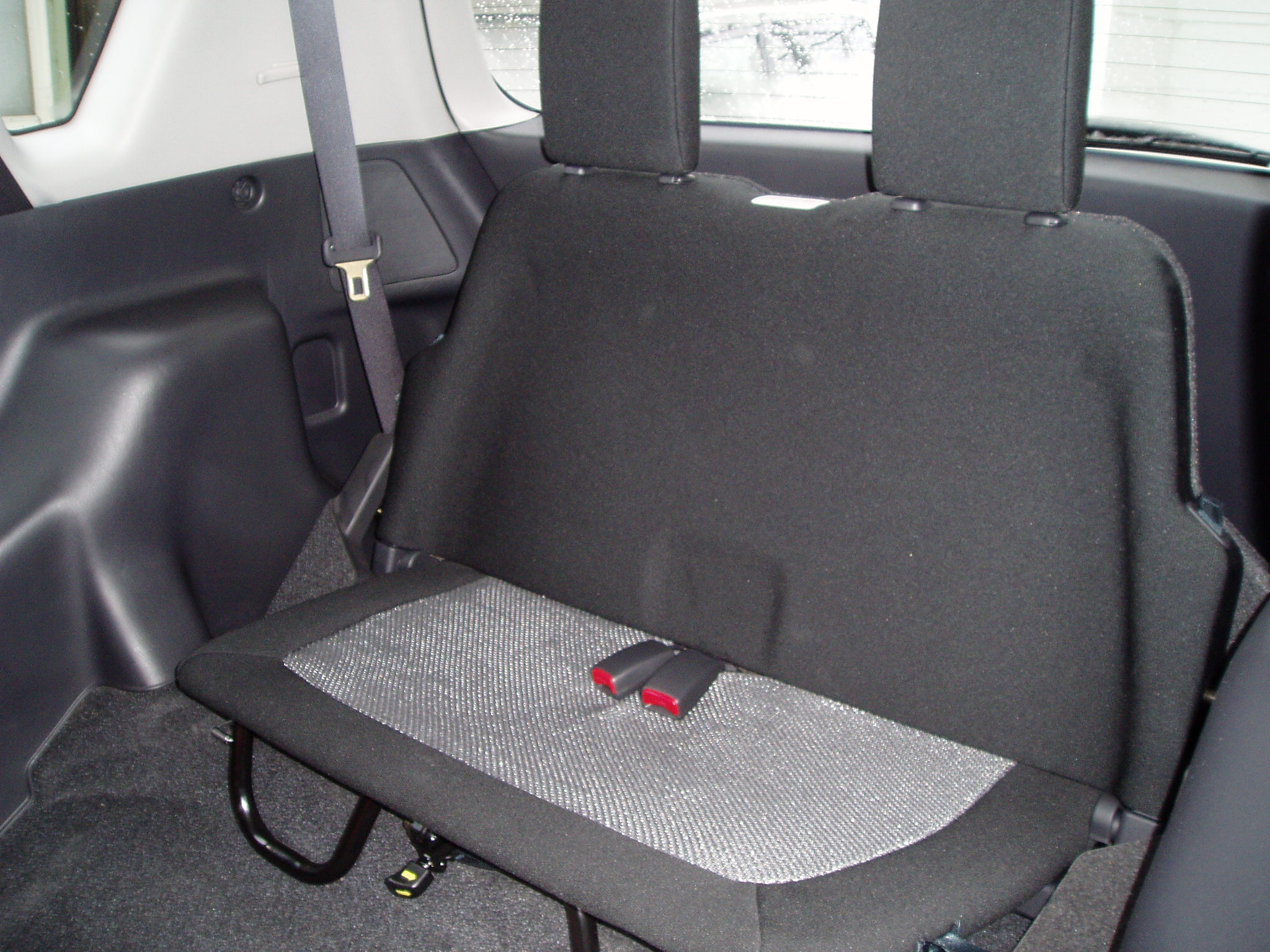
2代目の3列目格納シート

### エンジン
- 1NZ-FE型エンジン
  - エンジン種類:水冷直列4気筒横置き
  - 弁機構:DOHCチェーン駆動
  - 最高出力:109PS/6,000rpm
  - 最大トルク:14.4kg・m/4,200rpm
  - 総排気量:1,496cc
  - 内径×行程:75×84.7mm
  - 圧縮比:10.5
  - 燃料供給装置形式:電子制御燃料噴射式（EFI）
  - 使用燃料種類:無鉛レギュラーガソリン
  - 燃料タンク容量:50L
- 1ZZ-FE型エンジン
  - エンジン種類:水冷直列4気筒横置き
  - 弁機構:DOHCチェーン駆動
  - 最高出力:132PS/6,000rpm(4WDは125PS/6,000rpm)
  - 最大トルク:17.3kg・m/4,200rpm(4WDは16.4kg・m/4,200rpm)
  - 総排気量:1,794cc
  - 内径×行程:79×91.5mm
  - 圧縮比:10
  - 燃料供給装置形式:電子制御燃料噴射式（EFI）
  - 使用燃料種類:無鉛レギュラーガソリン
  - 燃料タンク容量:50L

## 欧州専売車種「カローラヴァーソ」

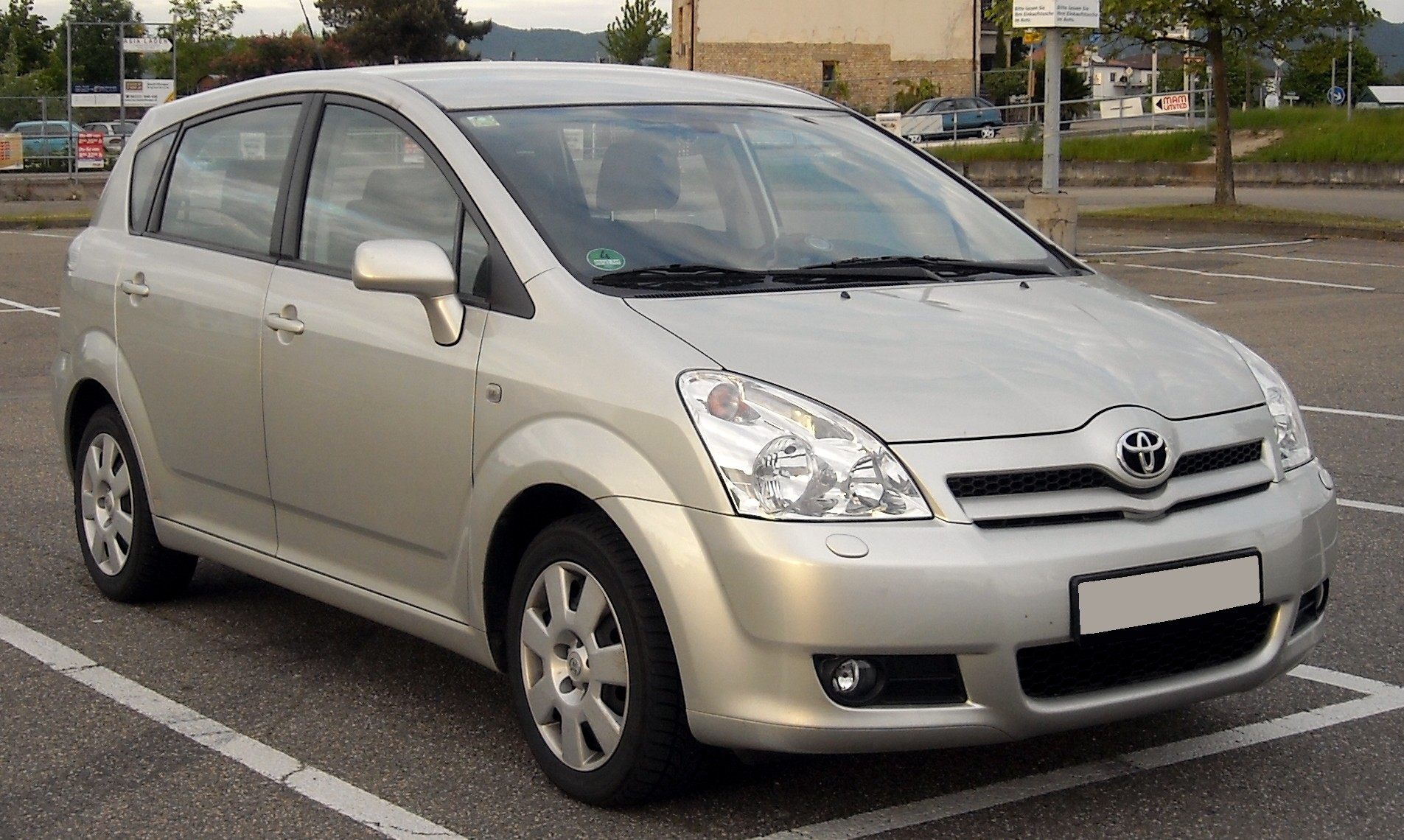
2代目カローラヴァーソ

ヨーロッパには、2001年にカローラヴァーソ（COROLLA VERSO ）という名前で投入された。2代目カローラヴァーソは 2004年からトルコ工場で生産される欧州専用の新車種に切り替えられた。

## 車名の由来
カローラはラテン語で花冠という意味である。スパシオはイタリア語で空間という意味の「SPAZIO」を基に作った造語である。ヴァーソは英語で多才、多様、多芸などの意味の「VERSATILITY」から来た造語である。